# シュリースハイム
シュリースハイム (ドイツ語: Schriesheim, ドイツ語発音: [ˈʃriːsha‿im] ( 音声ファイル)) はドイツ連邦共和国バーデン＝ヴュルテンベルク州ライン＝ネッカー郡に属す市。シュリースハイムを象徴する建造物にシュトラーレンブルク城がある。地元の方言では、この街をシュリーゼ(Schriese)と呼ぶ。

## 地理

### 位置
シュリースハイムは、オーデンヴァルトから流れるカンツェルバッハ川がシュリースハイマー渓谷に至る西の入り口、ベルクシュトラーセ沿いに位置する。市域の西部はオーバーライン地溝帯にまで広がっている。

### 市の構成

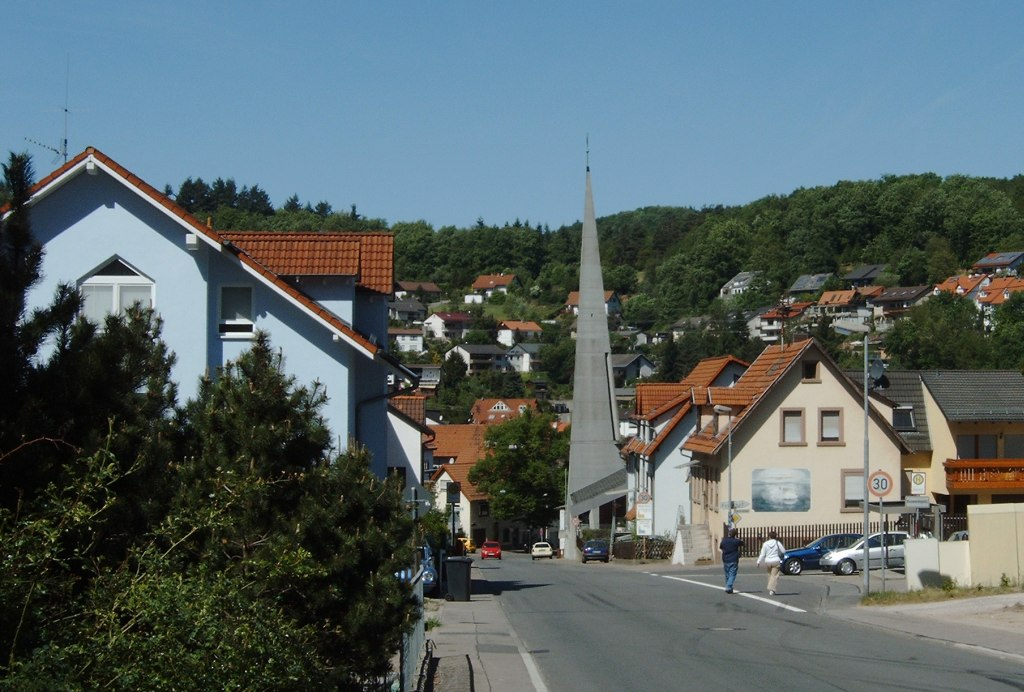
アルテンバッハ地区

シュリースハイム市は、シュリースハイム、アルテンバッハ、ウアゼンバッハの3つの市区からなる。これらは、いずれもほぼ同じくらいの面積で、以前はそれぞれ独立した自治体であった。公式な名称は、シュリースハイム市区を除いては、「シュリースハイム、シュタットタイル ○○」（シュタットタイル = 市区）と表記する。, 
アルテンバッハはオーデンヴァルトの東7kmのオーデンヴァルト内に位置する。カンツェルバッハ川の上流にあたるが、ここでは、この川は村の名前と同じアルテンバッハ川と呼ばれる。アルテンバッハから北西に3km、やはりオーデンヴァルトの中、ウアゼンバッハがある。同名の川に面しているが、この川はアルテンバッハでカンツェルバッハ川に注ぐ。

### 地質
特筆すべきは、市内エルベルク地区の斑岩の露頭であり、これは昔採掘されていた。また、ブラーニヒ地区では銀、重晶石、硫酸鉄が採掘されていた。

### 市域の広がり
郷土史家はシュリースハイムがラーデンブルクと並んで、この地域で最も古い集落に数えられると推定している。
市域の面積は3,162haを超える。このうち、13.1%が住宅地および交通用地（市街地）、27.7%が農業用地、58.6%が森林である。

### 隣接する市町村
シュリースハイムは、西はラーデンブルク、北はヒルシュベルク・アン・デア・ベルクシュトラーセ、北東はヴァインハイム、東はハイリヒクロイツシュタイナハおよびヴィルヘルムスフェルト、南東はハイデルベルク、南はドッセンハイムと境を接している。

### 気候
シュリースハイムはハイデルベルクに似て、ドイツで最も暖かい地域に属する。降水量は西から東に行くにつれ多くなり、年間650mmから800mmの間で推移する。最寄りのハイデルベルクの測候所における、1971年から2000年の平均気温は11.1℃、平均年間降水量は745mmである。最も暖かい月は7月で平均気温20.1℃、最も寒いのは1月で平均2.5℃である。
| 1971年–2000年の月別平均気温と平均降水量 \| \| 1月 \| 2月 \| 3月 \| 4月 \| 5月 \| 6月 \| 7月 \| 8月 \| 9月 \| 10月 \| 11月 \| 12月 \| \| \| \| 気温 (℃) \| 2.5 \| 3.6 \| 7.3 \| 10.5 \| 15.2 \| 17.8 \| 20.1 \| 19.8 \| 15.9 \| 11.1 \| 6.0 \| 3.6 \| 年間平均気温 \| 11.1 \| \| 降水量 (mm) \| 48 \| 44 \| 53 \| 49 \| 77 \| 79 \| 81 \| 56 \| 64 \| 64 \| 68 \| 63 \| 平均年間降水量 \| 745 \| |     |     |     |      |      |      |      |      |      |      |      |      |                |      |
| | 1月 | 2月 | 3月 | 4月  | 5月  | 6月  | 7月  | 8月  | 9月  | 10月 | 11月 | 12月 |                |      |
| 気温 (℃) | 2.5 | 3.6 | 7.3 | 10.5 | 15.2 | 17.8 | 20.1 | 19.8 | 15.9 | 11.1 | 6.0  | 3.6  | 年間平均気温   | 11.1 |
| 降水量 (mm) | 48  | 44  | 53  | 49   | 77   | 79   | 81   | 56   | 64   | 64   | 68   | 63   | 平均年間降水量 | 745  |

1956年には冷害でプラムを中心に多くの果樹が被害を受けた。元々、市域には昔からイチジクの木が多く生育している。

## 歴史

### 古代
おそらく、ローマ時代にはすでに、現在の市域に入植地が築かれており、当時のローマの行政都市ロポドゥヌム（Lopodunum、現在のラーデンブルク）の支局が置かれていたと推測されている。これを暗示するように351年から353年の硬貨が出土しており、後にこの地域でのローマ人の活動が証明された。やがて時代は、混乱と貧困から安定を模索する民族大移動の時代へと移っていった。

### 中世初期
シュリースハイムは、764年にエルヴァンゲン修道院の、766年にロルシュ修道院の文書にそれぞれ寄進に関連した記録が遺されている。これらは、後に両修道院による村の統治権の根拠となった。シュリースハイムは、ラーデンブルクに次いで、この地域で最も古い町の一つと見なされている。ローマ時代にはすでに現在のシュリースハイム市内にローマの荘園(villae rusticae)がいくつも設けられており、様々な場所でその出土品に出くわす。最初の記録が遺された時代（8世紀半ば頃）には、シュリースハイムはフランク人の村となっていた。

### 中世盛期
13世紀のシュリースハイムでは、シュトラーレンベルク家が代官の権利を足がかりに支配力を拡大し、1235年頃にはシュターレンブルク城の建設を始めた。この土地はエルヴァンゲン修道院の土地であり、その代官に過ぎないシュターレンベルク家が城を建設するのは明らかに違法行為であった。しかし修道院側は、軍事発動ができないため、自らの権利を行使するためには他者に頼らざるを得なかった。皇帝によりコンラート1世フォン・シュトラーレンベルクの排斥に何とか漕ぎ着けたものの、結局和解に持ち込まれてしまった。1238年に締結されたこの和解条約では、シュトラーレンブルク城を世襲のレーエンとしてコンラート1世に与え、その代わりに彼のすべて私的資産は修道院に譲渡するとされたが、後にそれらも世襲レーエンとして再びシュトラーレンベルク家のものとなった。当時レーエン領主の権利は減衰していたものの、とにかくコンラート1世はこの争いに一定の勝利を収めたのであった。

### 市の創設
当時の野心を持った貴族は、城だけでなく都市をも私有地にしたいと願うものであった。コンラート1世はシュトラーレンブルク城のすぐ麓に位置するシュリースハイム村を防衛施設を持った都市としてレーエンから私有地にしようと試みた。こうして市も城も併せて全体を囲い込む防壁が造られた。こうした都市建設がなされた明確な時期は不明であるが、1256年にはシュトラーレンベルク家はライン都市同盟の加盟者に名を連ねている。いくつかの証拠から市の創設は1240年から1245年の間であると推測される。
市の創設後、市域内に教会が建設された。この場所には現在もプロテスタント教会が建っている。バッハガッセの南にあった村の教会は撤廃された。その後に領主の都市政庁が設けられた。現在のシュターレンベルクガー・ホーフである。約2mの堅牢な切妻屋根の壁をもつ印象的な石造りの建物は約700年を経たものであり、現在も人が住んでいる世俗建築としては周辺地域で最も古い建物である。
シュトラーレンベルク家が没落した後、シュリースハイム、シュトラーレンブルク城およびそれに付随するすべての領主権は1347年9月8日にハイデルベルクのライン宮中伯が買い取った。シュリースハイムは、それ以後もすべての都市権を保持した。

### 1470年の都市権喪失
1410年にローマ王兼プファルツ選帝侯ループレヒトが亡くなると、プファルツ選帝侯領は4人の息子に分割された。シュリースハイムは、初め一番下の息子オットーのものとなったが、1448年にジンメルンとツヴァイブリュッケンを治める兄シュテファンと領土の交換が行われた。1459年にこの家系はさらに分岐し、シュリースハイムはジンメルンの家系に属した。そして、この同じ年に騎士のハンス・フォン・ジッキンゲンに4,000グルデンで質入れされた。フェルデンツ＝ツヴァイブリュッケン宮中伯ルートヴィヒは、1468年に再びシュリースハイムを手放した。
選帝侯フリードリヒ1世とルートヴィヒ・フォン・フェルデンツ＝ツヴァイブリュッケンの間で戦われたヴァイセンブルガー・フェーデでは、1470年5月6日にシュリースハイムとシュターレンブルク城の攻城戦が始まった。1470年5月13日の日曜日に最初に城が、次いで街が攻撃を受けた。勝者は、400グルデンの賠償金を要求し、市民は苦労してこれを集めた。さらに街のすべてのワインの備蓄を引き渡すことで、街の焼失は免れた。加えて、防衛施設が取り壊された。塔は破壊され、壁は倒され、堀は埋められた。シュリースハイムの重罪刑事法廷も廃止された。結局、都市権の3つの前提条件のうち、市場の開催権だけは残されたが、それも後に禁止された。これを承けてシュリースハイムはエプフェルバッハ・ツェントの管轄下に置かれ、それ以後この管区はシュリースハイム・ツェントと呼ばれるようになった。シュリースハイムは、1579年に市場開催権を再度獲得し、これに基づいてマタイゼマルクト（マタイ市）が開催された。

### 三十年戦争のシュリースハイム
フリードリヒ5世とエリザベス・ステュアートとの結婚でシュリースハイムには、フリードリヒが花嫁を連れてくるための馬車の仕上げを任され、わずかに輝きがもたらされた。この馬車は、1619年にフリードリヒがベーメン王に選ばれ夫妻がプラハに赴く時にも用いられた。
シュリースハイムの人々は悪い兆候を感じ取り、万一戦争が起こった時には早く発見できるよう1619年にブラニヒに見張り小屋を建てた。1621年にティリー伯の率いるカトリック連盟軍が北からハイデルベルクに向かって攻め込んできた、シュリースハイムはその途中にあたる。11月、シュリースハイム＝ドッセンハイム＝ラーデンブルクの地域に約1万人が宿営した。この戦いでは最終的にはハイデルベルクが占領され、1622年に軍勢はこの地域を通って引き上げていった。この街では数人の若者が亡くなり、あらゆる所から戦費を掻き集め、略奪を受け、いくつかの建物が破壊された。鐘も戦利品としてバイエルンへ運ばれた。しかし備蓄のほとんどがそのまま使えたため、損害はすぐに解消された。
しかし、隊列から落後して略奪行為を働く兵士達の小軍勢がこの地方を横行していた。1625年から1626年には発疹チフスが蔓延し、犠牲者がでた。1631年、再び北から軍勢が迫ってきた。今度はプロテスタントのスウェーデン軍であった。1631年9月中旬、バイエルン軍はハイデルベルクから出撃を敢行し、シュリースハイムを侵略すると、再びハイデルベルクに引き上げた。この侵略の後、シュリースハイムは、単なる煙を吐く瓦礫の山と化した。ほとんどの家や教会は焼かれ、カンツェルバッハ川沿いに建ち、水がすぐに手に入った建物だけが炎から救い出された。これに野盗と化した軍勢が周辺を荒らした。
1635年にペストが発生し、ただでさえ少なくなっていた住民の相当な部分の生命を奪った。今回の再建はきわめて緩慢なテンポであった。備蓄は使い尽くされ、制限の多い生活や経済活動に可能性は見いだせなかった。ブドウ畑と森に避難させておいた家畜だけがかろうじて生き延びる術となった。
1643年にロトリンゲン軍が到来し、この街に再び戦争をもたらした。1644年に帝国軍、1645年にテュレンヌが率いるフランス軍がこの地域を跋扈した。大きな戦闘はなかったものの完全に盗賊化した兵士達自身が大きな脅威であった。シュリースハイムでの残虐行為についての記録はないものの、住民達が1644年にこの街を放棄しその後何年間も身を潜めていたことが何より雄弁に残虐さを物語っている。住民達は近くの森に隠れたり、周辺の被害の小さな村に逃れたりした。平静な日には周辺の村から生き残った人が現れ、自然のままに生い茂ったブドウ山や耕地から収穫を持って行った。
1648年に和約が結ばれ、散り散りになっていた生き残った住民が再び村に帰ってきた。だがその多くは土地と壊れた家を受け継いだだけで、家畜も種も建築資材も持ってはいなかった。このため、彼らは土地や地所を移住者に売り払い、自らは再び復興に身を投じた。住民は三十年戦争前の20%以下になっていた。ただしその後、少なくない数のプロテスタント系スイス人が移住してきたため、人口は再び急速に増加していった。およそ1世紀で、かつての人口にまで回復したのである。

### シュリースハイム一揆
司教座のあるローマ都市ラーデンブルクや後に再びカトリックに改修する周辺地域の中にあって、シュリースハイムは統治者に対して反抗的であるとの悪評が19世紀まではびこっていた。
最初の重税に対する反乱は早くも1789年10月21日に起こった。この反乱は比較的軽く制圧できたことから苛烈な刑罰は科せられなかった。1791年と1794年に租税の支払い拒否がなされた。1798年にツェント（租税徴収管区）の代官ニコラウス・リッシンゴーロに対する「シュリースハイム一揆」が勃発した。この一揆の推移は現在に至るまで明らかになっていない。3人のシュリースハイムの住民、バルタザール・オルトリップ、ヴェンデル・ミュラー、ハインリヒ・リールが3年または2年の牢獄刑を宣告され、さらに9人が軽度の自由刑に処せられた。
1815年3月に再びシュリースハイムで反乱が起き、兵士を動員しなければ平定できない規模になった。
1848年から1849年の革命の際にもシュリースハイムは、その評判に違わず、革命側の政治活動の重要拠点となった。住民の大部分は、1842年からラーデンブルク＝ヴァインハイム選挙区の代表者を務めていたフリードリヒ・ヘッカーの影響を受けていた。革命鎮圧後、バーデン政府は1851年と52年の間に行われ、「民主主義」者が当選した3つの首長選挙を無効と宣言した。

### 19世紀後半の人口流出
その後、シュリースハイムから多くの住民がアメリカへ移住して行き、人口減少が起こった。1848年の人口は約2,800人、1858年には約2,700人、そして1890年には最低値である2,650人になった。最初のアメリカ移住は1724年にすでに始まっていた。シュリースハイムの人口は20世紀になってやっと増加に転じた。

### 20世紀
1964年にシュリースハイムは「市」の称号を得た。1972年にアルテンバッハが、その1年後にウアゼンバッハが合併した。

### 人口推移
15世紀以前の人口に関する史料は遺されていない。三十年戦争の終わりまでの人口は、住居の数や成人男性の数から推測するしかない。
三十年戦争を生き延びた住民は12-15%しかいなかった。戦争前からの住民はわずかに24家族が姿を現しただけであった。その中で粉挽きのマック家だけが2人の男性が戦争を生き延びたことが分かっている。その他の家族は男性の代表者の名前が知られるだけである。
1644年から1648年までこの村は放棄され、荒廃した。三十年戦争後の10年間に多くの移住者が流入してきた。特にプロテスタント信者のスイス人が多かった。1698年にはこうした移住者が人口の1/3近くを占めた。
不成功に終わった1848年革命後、人口はやや上昇に転じたが、1724年には流出者が大幅に増加し、人口は減少した。19世紀の終わり頃に増加に転じ、1945年から1946年に戦争難民や旧ドイツ領の東プロイセンやシレジア、チェコ領であったズデーテン地方などから放逐者を受け容れたことで人口はさらに増加した。1950年代の終わり頃から「都市難民」がシュリースハイムに住むようになり、人口はますます増加した。
各時点での村域、市域内の人口を示す。1970年まではアルテンバッハ、ウアゼンバッハの人口は含まれていない。
| 年     | 人口（人）    |
| ------ | ------------- |
| 1480年 | ~ 900-1.000   |
| 1565年 | ~ 1.000-1.100 |
| 1610年 | ~ 1.100-1.250 |
| 1630年 | ~ 500- 600    |
| 1644年 | 0（村の放棄） |
| 1650年 | ~ 150         |
| 1698年 | 832           |
| 1727年 | 1,172         |
| 1783年 | 1,764         |
| 1809年 | 2,051         |
| 1830年 | 2,831         |
| 1852年 | 2,796         |
| 1858年 | 2,707         |
| 1871年 | 2,690         |
| 1890年 | 2,654         |
| 1900年 | 2,990         |
| 1919年 | 3,383         |
| 1925年 | 3,815         |

| 年                        | 人口（人） |
| ------------------------- | ---------- |
| 1932年                    | 4,128      |
| 1939年                    | 4,289      |
| 1945年12月                | 5,220      |
| 1946年6月                 | 5,782      |
| 1955年                    | 6,169      |
| 1963年                    | 7,811      |
| 1970年5月27日（国勢調査） | 10,386     |
| 1974年2月1日              | 11,605     |
| 1987年5月25日（国勢調査） | 12,913     |
| 1999年12月31日            | 13,977     |
| 2000年12月31日            | 14,021     |
| 2001年12月31日            | 14,156     |
| 2002年12月31日            | 14,285     |
| 2003年12月31日            | 14,331     |
| 2004年12月31日            | 14,362     |
| 2005年12月31日            | 14,491     |
| 2010年12月31日            | 14,908     |
| 2015年12月31日            | 14,901     |

## 行政

### 市議会
市議会は、5年ごとの直接選挙で選出される28人の議員で構成される。これに市長が議長として参加する。

### 市長
市長は任期8年で、直接選挙によって選出される。2005年の選挙では決選投票で50.26%の票を獲得したハンスイェルク・ヘーファー(Grüne)が、得票率49.19%の対立候補ペーター・ローゼンベルガー(CDU、FDP、Freien Wählern)に辛くも勝利した。ヘンスイェルク・ヘーファーは2006年2月1日から市長に就任している。
第二次世界大戦後、1952年の市長選挙は海外メディア（ニューヨーク・タイムズなど）にまで取り上げられるスキャンダルとなった。この選挙では、フリッツ・ウルバンが勝利した。ウルバン家はシュリースハイムの古くからの議員一族で、1933年のNSDAPによる権力掌握直後に行われた選挙で勝利し、1945年に占領軍の意向によって1920年から1933年まで市長を務めていたゲオルク・ルーファーにとって替えられるまで市長を務めた人物の出身家系であった。結局、フリッツ・ウルバンは市長に就任することはなく、市の行政は1954年に改めて選挙が行われるまでの間、市長代理のマルティン・リンゲルシュパッヒャーによって運営されたのであった。
以後の市長は以下の通り。
- 1954年 - 1974年: ヴィルヘルム・ヘーガー
- 1974年 - 2006年: ペーター・リール
- 2006年 - : ハンスイェルク・ヘーファー

### 紋章
図柄: 黒地に、赤い爪、赤い舌で威嚇し、赤い冠を被った金の獅子。その舌には斜め十字に配置された2本の赤い羽根を持つ銀の矢。
この紋章は1381年の印章に由来する。矢は領主であったシュトラーレンベルク家を表し、獅子はプファルツ選帝侯家を示す。
旗は、黄色 - 黒で、1956年に制定された。

### 友好都市
- Uzès（フランス、ガール県）1984年

## 宗教
シュリースハイムは16世紀にプファルツ選帝侯の不安定な宗教政策に晒された。1556年に宗教改革がもたらされ、1560年以後はカルヴァン派に転じたが、選帝侯ルートヴィヒ6世の時代にスイスのプロテスタントの影響を加味したルター派に戻された。
シュリースハイムは三十年戦争直後には純粋に改革派教会の街であったが、その後スイス人プロテスタント信者やカトリック教会、ルーテル教会、ユダヤ教の信者らが定住した。
ユダヤ人は中世には既にシュリースハイムに住んでおり、1349年のペストの際にシュリースハイムから追い出された。15世紀なると再びユダヤ人に関する記録が現れる。三十年戦争の時代、1644年に村が放棄された際には、ユダヤ人もこの村から姿を消した。1651年と1653年にユダヤ人の家族が戻ってきたという記録がある。1858年にユダヤ教会は史上最大の125人の信者が登録されたが、その後アメリカへの移住やフランクフルト・アム・マインやマンハイムへの移転があり、組織は縮小した。1933年の初め、シュリースハイムには38人のユダヤ人が残っただけであり、そのほぼ全員が1938年までには転出していった。1939年9月の時点で残ったユダヤ人はいなかった。第二次世界大戦のヨーロッパでの戦闘が始まった頃には4人のユダヤ人が住むようになっていた。そのうちの一人は高齢のため亡くなった。この死は自然死であったと思われる。他の2人はニューヨークに亡命した。レーフィ・シュレッサーがシュリースハイムで唯一ナチスのユダヤ人殲滅政策の犠牲者となった。
19世紀初めからシュリースハイムには敬虔主義者のサークルが形成され、1895年にルートヴィヒ・グリューバーによってバプテスト教会が組織された。
第二次世界大戦後には新使徒派教会が設立された。

### 宗教建築
18世紀の終わりまで、カンツェルバッハ川に架かるガウルス橋の近く、バッハガッセ、タールシュトラーセ、シュマーラー・ザイテによって囲まれた三角地域の西にかつて村の教会と菩提樹が建っていた。シュリースハイムの守護聖人は聖ファイトであり、村の教会はこの聖人に捧げられていた。この教会は現存していない。
現在のプロテスタント教会の場所にあった市教会がおそらく1243年に建設が始まったのであろうという推定は、基礎部から発見された硬貨から容易になされた。この教会の建物は、時代を経るに従って損傷が激しくなり、18世紀中頃に、改築か全く新しい建物の建設かは議論の余地があるのだが、贅沢に金をかけた工事がなされた。新しい建物の建設決定は1748年から1751年の間になされた。

## 文化と見所

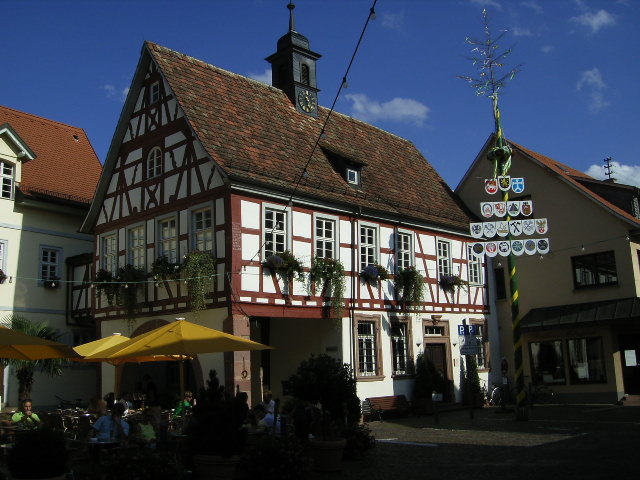
旧市庁舎

### 見所
- 13世紀に建設されたシュターレンブルク城の城趾: 城趾内にはレストランがある。
- アンナ＝エリーザベト坑: 500年以上前の銀および硫酸鉄の採掘跡。この鉱山跡は1985年に保護文化財に指定され、見学者用坑道として公開されている。
- ブドウ山マドンネンベルク（聖母の山）: シュリースハイムのこの山には聖母像とセコイアの木があり、街の象徴となっている。
- クリスチャン・マイヤー天文台:
- 旧市街: 多くの歴史的建造物が建ち並ぶ。たとえば、ガバーシェン・ハウス、さらし台のある旧市庁舎、カンツェルバッハ川の搾油所、バッハシュレッセルなどである。2001年にカンツェルバッハ川をまたいで旧市街とフェストプラッツ（祝祭広場）を結ぶモダンな歩行者専用橋が架けられた。
- 新しい市庁舎の、いわゆる「レーマーケラー」は、ほとんどオリジナルなまま保存されたローマ時代の酒造庫の壁である。建設工事中に発見された。

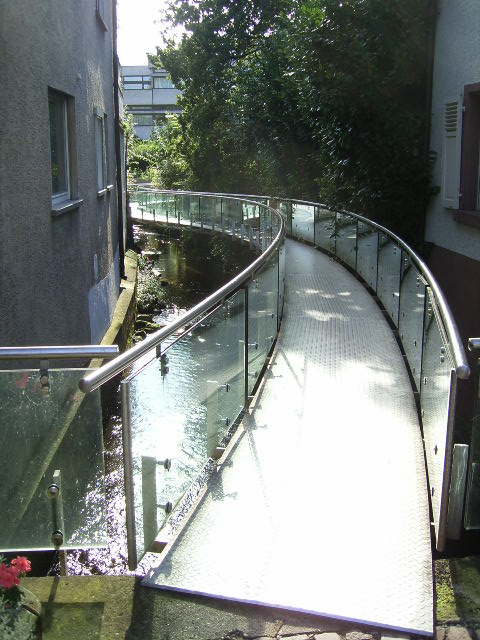
カンツェルバッハ川に架かる橋
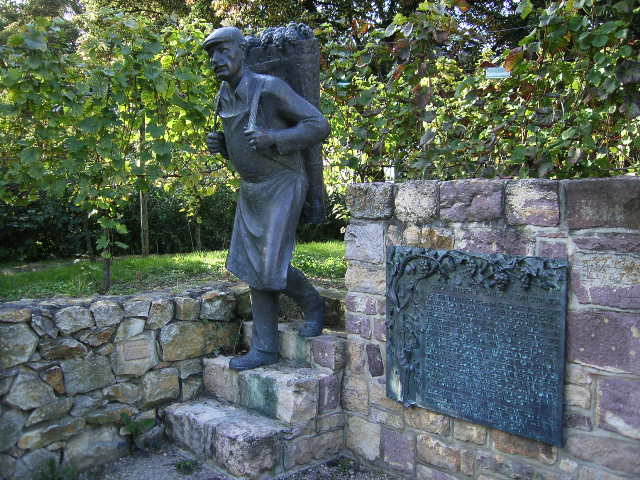
ワイン造り記念碑

### 博物館
テオ・ケルグ博物館には、ルクセンブルクの画家・彫刻家のテオ・ケルグの作品が展示されている。

### スポーツ
シュトラーレンブルク城近くに古い石切場があり、ここではスポーツクライミングのためのルートがいくつも用意されている。

### 年中行事
シュリースハイムは、ワイン街であり、1579年3月初めに第1回ワイン祭が開催されて以来、8日間のマタイマーケットが開催される。

## 経済と社会資本

### 交通
オーバーライン鉄道がシュリースハイムを通っている。2005年以降、ラインネッカー交通がこれを運営している。この街はライン＝ネッカー交通連盟のサービス提供地域に含まれている。
連邦道B3号線がこの街を通っている。市域のすぐ西には連邦アウトバーンA5号線が通っており、そのインターチェンジ経由で広域道路網にアクセスできる。
オーデンヴァルトタールシュトラーセの交通量緩和のために、約2kmの長さを持つブライヒトンネルを含む州道L536号線が計画されている。第1区間の工事は2008年末に開始される。

### 教育
アルテンバッハ地区には、基礎課程学校が1校ある。シュリースハイムにはシュトラーレンベルガー基礎課程学校、基礎課程・本課程および実業学課をもつクアプファルツ学校センター、実業学校、ギムナジウムがある。また、私立のハイリヒ・ジグムント・ギムナジウムがある。
これに加えて、シュリースハイムには音楽学校、市民大学、公共図書館がある。

## 人物

### 出身者
- アレクサンダー・マック（1679年 - 1735年）敬虔主義者、ブレズレン教会の創始者
- ライナー・クレーナート（1958年 - ）芸人

## 引用
1. ↑  Statistisches Landesamt Baden-Württemberg – Bevölkerung nach Nationalität und Geschlecht am 31. Dezember 2023 (CSV-Datei)
2. ↑  Max Mangold, ed (2005). Duden, Aussprachewörterbuch (6 ed.). Dudenverl. p. 712. ISBN 978-3-411-04066-7
3. ↑  Hauptsatzung der Stadt Schriesheim vom 5. Dezember 2002
4. ↑  Das Land Baden-Württemberg. Amtliche Beschreibung nach Kreisen und Gemeinden. Band V: Regierungsbezirk Karlsruhe Kohlhammer, Stuttgart 1976, ISBN 3-17-002542-2. S. 400–403
5. ↑  Zu den Porphyrvorkommen der Schriesheimer Gemarkung auf der offiziellen Webpräsenz des.バーデン＝ヴュルテンベルク州環境省
6. ↑  バーデン＝ヴュルテンベルク州統計局、2004年12月31日現在。
7. ↑  www.klimadiagramme.de
8. ↑  Herwig John, Gabriele Wüst: Wappenbuch Rhein-Neckar-Kreis. Ubstadt-Weiher 1996, ISBN 3-929366-27-4, S. 109